# Jonas Ljungberg
Jonas Ljungberg, född 6 oktober 1689 i Skänninge församling, Östergötlands län, död 23 augusti 1736 i Björsäters församling, Östergötlands län, var en svensk präst.

## Biografi
Jonas Ljungberg föddes 1689 på Linköpingsgatan i Skänninge församling. Han var son till skomakaren Petter Jacobsson och Catharina Ericsdotter. Ljungberg blev höstterminen 1714 student vid Lunds universitet och prästvigdes i Karlstad 15 december 1717 till adjunkt i Björsäters församling. Han blev 1724 kyrkoherde i församlingen. Ljungberg avled 23 augusti 1736 i Björsäters församling och begravdes av kontraktsprosten Nicolaus Aschanius.

### Familj
Ljungberg gifte 31 maj 1717 med Sophia Seulerus (1686–1735). Hon var dotter till kyrkoherden Johannes Seulerus och Margareta Retzelius i Björsäters församling. De fick tillsammans barnen Margareta Regina Ljungberg (född 1718) som var gift med sämskmakaren Matthias Beckman i Linköping, Johan Peter Ljungberg (1721–1725), Andreas Ljungberg (1724–1724) och två söner.